# Francisco Narváez Borghese
Francisco de Narváez Borghese (Loja, 30 de març de 1793 - Madrid, 1 de setembre de 1865) fou un militar i polític espanyol, germà de Ramón María Narváez y Campos, ministre durant la minoria d'edat d'Isabel II d'Espanya.
Ingressà a l'exèrcit, arribant a cadet en 1805 i a subtinent en 1808. Durant la guerra del francès participà en la batalla de Rioseco i en la batalla de Medina del Campo. Ascendí a capità en 1816 i en 1818 fou destinat a Amèrica a combatre els independentistes. Va combatre a Lima i Talcahuano, Valdivia i Chiloé i en 1820 ascendí a comandant. Després és destinat a Callao, participant en la batalla d'Ica. En 1823 fou ascendit a coronel i en 1825 a brigadier. En 1826 és destinat a Cuba i en 1829 torna a la Península. És nomenat aleshores governador militar de Matanzas, càrrec que va ocupar fins que en 1834 és cridat per dirigir l'Exèrcit del Centre en la Primera Guerra Carlina. Ascendí a mariscal de camp i derrotà les tropes carlines d'Aragó i València. En 1838 fou nomenat Capità General de Castella la Nova.
Va ser ministre interí de la Guerra i de Marina d'octubre de 1839 a abril de 1840 durant el gabinet d'Evaristo Pérez de Castro, després del Conveni de Vergara i la fi de la Primera Guerra Carlina. El 1840 va rebre el comtat de Yumuri i el 1847 el vescomtat de Matanzas de la reina Isabel II d'Espanya. De 1839 a 1843 fou senador per Àvila i des de 1847 fou senador vitalici.